# عر الجرادي (مناخة)

تعديل مصدري - تعديل

عر الجرادي هي إحدى قرى عزلة بني برة بمديرية مناخة التابعة لمحافظة صنعاء، بلغ تعداد سكانها 891 نسمة حسب تعداد اليمن لعام 2004.